# دفتر مشاوره‌ای سازمان ملل متحد
دفتر مشاوره‌ای سازمان ملل متحد (انگلیسی: United Nations Office for Project Services) یک آژانس سازمان ملل متحد است که به اجرای پروژه‌های زیرساختی و تدارکاتی برای سیستم سازمان ملل متحد، موسسات مالی بین‌المللی، دولت‌ها و سایر شرکا در سراسر جهان اختصاص دارد. مقر جهانی این سازمان در پردیس شهر سازمان ملل در کپنهاگ، دانمارک واقع شده است. دفتر مشاوره‌ای سازمان ملل متحد مسئول پرداخت بیش از ۳ میلیارد دلار پروژه توسعه و قرارداد برای شرکای خود است. فعالیت‌های آن از مدیریت ساخت مدارس در افغانستان، ساختن پناهگاه‌ها در هائیتی، تا تهیه آمبولانس‌ها را در حمایت از واکنش به ابولا در لیبریا نیز شامل می‌شود. اخیراً، دفتر مشاوره‌ای سازمان ملل یک شریک کلیدی برای بیش از ۸۰ کشور و منطقه در پاسخ به همه‌گیری کووید۱۹ بود.
دفتر مشاوره‌ای سازمان ملل متحد یکی از اعضای گروه توسعه پایدار سازمان ملل است و با برنامه عمران ملل متحد (UNDP), وزارت عملیات صلح (DPO) و بانک جهانی همکاری نزدیک دارد.
UNOPS در سال ۲۰۲۲ به دنبال یک رسوایی در دفتر مشاوره‌ای سازمان ملل در خصوص اتهامات سوء مدیریت مالی مربوط به ابتکار سرمایه‌گذاری پایدار در زیرساخت و نوآوری (S3i) آن منجر به استعفای مدیر اجرایی آن شد.

## تاریخ و مأموریت
دفتر مشاوره‌ای سازمان ملل متحد در سال ۱۹۷۳ به عنوان بخشی از برنامه توسعه سازمان ملل متحد تأسیس شد. این سازمان در سال ۱۹۹۵ به یک سازمان مستقل و خودگردان تبدیل شد. این امر تخصص مورد نیاز برای دستیابی به اهداف را تضمین می‌کند تا هر یک از آژانس‌های سازمان ملل لزوماً مجبور نباشند همان درس‌های کار در محیط‌های چالش‌برانگیز خاص را دوباره بیاموزند. UNOPS پشتیبانی خود را در زمینه‌های زیرساخت، تدارکات، مدیریت پروژه، منابع انسانی و خدمات مدیریت مالی متمرکز می‌کند. UNOPS اغلب در کشورهای در حال توسعه و اقتصادهای در حال گذار در محیط‌های پس از فاجعه و صلح و امنیت کار می‌کند. کوفی عنان، دبیرکل سابق سازمان ملل متحد، UNOPS را به عنوان نهاد اصلی سازمان ملل برای پروژه‌های زیرساختی پیچیده در محیط‌های حافظ صلح ایجاد کرد. در دسامبر ۲۰۱۰، مجمع عمومی سازمان ملل متحد، مأموریت UNOPS را «بار دیگر به عنوان یک منبع مرکزی برای سیستم سازمان ملل متحد در مدیریت تدارکات و قراردادها و همچنین در کارهای عمرانی و توسعه زیرساخت‌های فیزیکی تعیین کرد، که از جمله فعالیت‌های توسعه ظرفیت مرتبط، را شامل می‌شود.» نمونه‌هایی از این کارها شامل ساخت جاده‌ها، مدارس، و کلینیک‌های بهداشتی است. حذف مین‌های زمینی؛ و ارائه تخصص برای برگزاری انتخابات.

## تأمین مالی
دفتر مشاوره‌ای سازمان ملل متحد یک سازمان خودگردان است. هزینه‌های مستقیم و غیرمستقیم را با دریافت هزینه برای هر پروژه پشتیبانی شده پوشش می‌دهد. سیاست قیمت گذاری UNOPS چگونگی هدف سازمان برای تأمین مالی پروژه‌های خود را نشان می‌دهد که دفتر مشاوره‌ای سازمان ملل متحد غیرانتفاعی است.
در دهه ۲۰۱۰ و اوایل دهه ۲۰۲۰، UNOPS مازاد قابل توجهی از بودجه خود را از اقدامات انتفاعی به دست آورد. این سازمان متهم به دریافت هزینه بیش از حد از دیگر آژانس‌های سازمان ملل متحد بود که برای تأمین مالی پروژه‌های خود از دفتر مشاوره‌ای سازمان ملل متحد خواسته بودند.

## خدمات
دفتر مشاوره‌ای سازمان ملل متحد خدمات پیاده‌سازی، مشاوره و معاملات را در پنج حوزه اصلی تخصص خود ارائه می‌دهد:
- زیر ساخت
- تدارکات
- مدیریت پروژه
- مدیریت مالی
- منابع انسانی

دفتر مشاوره‌ای سازمان ملل متحد خدمات تخصصی را به طیف وسیعی از شرکا ارائه می‌دهد، از جمله: سازمان ملل متحد، آژانس‌های آن، صندوق‌ها و برنامه‌ها. موسسات مالی بین‌المللی؛ دولت‌ها؛ سازمان‌های بین دولتی؛ سازمان‌های مردم نهاد؛ پایه ها؛ و بخش خصوصی.
در سال ۲۰۱۶ شرکت داشت، دفتر مشاوره‌ای سازمان ملل متحد بیش از سه میلیون شغل روزانه با حقوق برای ذینفعان ایجاد کرد. این سازمان از شرکای خود در ساخت، طراحی و/یا بازسازی بیش از ۳۰۰۰ کیلومتر جاده، ۵۰مدرسه، و ۷۴بیمارستان و ۲۷۸ کلینیک بهداشتی و غیره حمایت کرد. دفتر مشاوره‌ای همچنین بیش از ۹۰۰ میلیون دلار کالا و خدمات را برای شرکای خود تهیه و/یا توزیع کرد.
در سال ۲۰۱۷، دفتر مشاوره‌ای سازمان ملل متحد گروهی را برای کار بر روی کاربردهای زنجیره بلوکی برای کمک‌های بین‌المللی تشکیل داد.
دفتر مشاوره‌ای سازمان میزبان قانونی و اداری چندین سازمان است. نهادهای زیر در حال حاضر تحت قراردادهای میزبانی دفتر مشاوره‌ای سازمان ملل متحد، گروه‌بندی شده و بر اساس موضوعات زیر هستند:
- سلامت: مشارکت RBM برای پایان دادن به مالاریا،[۱۳] توقف مشارکت سل، مشارکت در شکست بیماری‌های غیر واگیر-[۱۴] NCD
- تغذیه: جنبش تغذیه (خورشید) افزایش مقیاس[۱۵]
- آب و فاضلاب: شورای همکاری تأمین آب و فاضلاب (از سال ۲۰۰۹)[۱۶]
- جابجایی بلایا (پلتفرم جابجایی بلایا)

علاوه بر این، دبیرخانه سازمان ملل متحد آب توسط دفتر مشاوره‌ای سازمان ملل متحد اداره می‌شود.

## شفافیت، پاسخگویی و رسوایی ۲۰۲۲
در سال ۲۰۰۸، دفتر مشاوره‌ای سازمان ملل متحد ساختار حاکمیتی را مطابق با قطعنامه‌های مجمع عمومی به تصویب رساند. از آن زمان، مدیر اجرایی مستقیماً به دبیرکل سازمان ملل متحد و هیئت اجرایی گزارش می‌دهد و این اختیار را دارد که قوانین و مقررات کارکنان سازمان ملل را برای کارکنان UNOPS اعمال کند. از سال ۲۰۰۹، مدیر اجرایی توانسته است موافقت‌نامه‌های کشور میزبان را با دولت‌ها، و قراردادهای خدمات مستقیم را با مشورت با یک هماهنگ‌کننده مقیم یا بشردوستانه امضا کند، و همچنین دارای اختیارات انتصاب مستقیم نمایندگان دفتر مشاوره‌ای سازمان ملل متحد در این زمینه است.
دفتر مشاوره‌ای سازمان ملل متحد در ژوئن ۲۰۱۱ گواهینامه سیستم مدیریت کیفیت ISO ۹۰۰۱ را دریافت کرد.

## یادداشت
1. ↑  Other languages:  - مكتب الأمم المتحدة لخدمات المشاريع (به عربی)
  - 联合国项目事务署 (به چینی)
  - Bureau des Nations Unies pour les services d'appui aux projets (به فرانسوی)
  - Управление Организации Объединенных Наций по обслуживанию проектов (به روسی)
  - Oficina de las Naciones Unidas de Servicios para Proyectos (به اسپانیایی)